# Dorian
Dorian je mužské křestní jméno řeckého původu. Další variantou jména je Dorián. Vykládá se jako „muž z Dorie, Dořan“ (Dórové byli jeden z řeckých kmenů a Dorus jejich pravěký předek, podle kterého byli pojmenováni).
Podle maďarského kalendáře má svátek 22. ledna.

## Dorian v jiných jazycích
- Anglicky, polsky: Dorian
- Maďarsky: Dorián
- Latinsky: Dorius

## Známí nositelé jména
- Dorian Yates – anglický profesionální kulturista, šestinásobný vítěz Mr. Olympia
- Dorian Babunski – makedonský fotbalista

## Fiktivní postavy
- Dorian Gray – postava z románu Obraz Doriana Graye, který napsal Oscar Wilde
- Dorian Havilliard – postava z knižní série Skleněný trůn, kterou napsala Sarah J. Maas
- Dorian Ursuul – princ s věšteckým darem z trilogie Noční anděl, kterou napsal Brent Weeks
- Dorian - postava z knihy Z kouře a kamene, kterou napsala Alžběta Bílková